# Gran Piemonte 2024
Il Gran Piemonte 2024, centottesima edizione della corsa e valida come cinquantesima prova dell'UCI ProSeries 2024 categoria 1.Pro, si svolse il 10 ottobre 2024 su un percorso di 182,0 km, con partenza da Valdengo e arrivo a Borgomanero, in Italia. La vittoria fu appannaggio dello statunitense Neilson Powless, il quale completò il percorso in 3h57'36", alla media di 45,96 km/h, precedendo il neozelandese Corbin Strong e lo spagnolo Alex Aranburu.

## Squadre e corridori partecipanti
| N.      | Cod. | Squadra               |
| ------- | ---- | --------------------- |
| 1-7     | LTK  | Lidl-Trek             |
| 11-17   | ADC  | Alpecin-Deceuninck    |
| 21-27   | ARK  | Arkéa-B&B Hotels      |
| 31-37   | AST  | Astana Qazaqstan Team |
| 41-47   | TBV  | Bahrain Victorious    |
| 51-57   | BWB  | Bingoal WB            |
| 61-67   | COF  | Cofidis               |
| 71-77   | COR  | Corratec Vini Fantini |
| 81-87   | EFE  | EF Education-EasyPost |
| 91-97   | IGD  | Ineos Grenadiers      |
| 101-107 | IWA  | Intermarché-Wanty     |
| 111-117 | IPT  | Israel-Premier Tech   |

| N.      | Cod. | Squadra                       |
| ------- | ---- | ----------------------------- |
| 121-127 | LTD  | Lotto Dstny                   |
| 131-137 | MOV  | Movistar Team                 |
| 141-147 | Q36  | Q36.5 Pro Cycling Team        |
| 151-157 | RBH  | Red Bull-Bora-Hansgrohe       |
| 161-167 | DSM  | DSM-Firmenich PostNL          |
| 171-177 | JAY  | Team Jayco AlUla              |
| 181-187 | PTK  | Team Polti Kometa             |
| 191-197 | TUD  | Tudor Pro Cycling Team        |
| 201-207 | UAD  | UAE Team Emirates             |
| 211-217 | UXM  | Uno-X Mobility                |
| 221-227 | VBF  | VF Group-Bardiani CSF-Faizanè |

## Ordine d'arrivo (Top 10)
| Pos. | Corridore                  | Squadra     | Tempo    |
| ---- | -------------------------- | ----------- | -------- |
| 1    | Neilson Powless            | EF          | 3h57'36" |
| 2    | Corbin Strong              | Israel      | a 7"     |
| 3    | Alex Aranburu              | Movistar    | s.t.     |
| 4    | Filippo Magli              | VF          | s.t.     |
| 5    | Xandro Meurisse            | Alpecin     | s.t.     |
| 6    | Tobias Halland Johannessen | Uno-X       | s.t.     |
| 7    | Natnael Tesfatsion         | Lidl        | s.t.     |
| 8    | Francesco Busatto          | Intermarché | s.t.     |
| 9    | Edoardo Zambanini          | Bahrain     | s.t.     |
| 10   | Matej Mohorič              | Bahrain     | s.t.     |